# Musique électronique en Bretagne
La musique électronique en Bretagne désigne la musique électronique de la région Bretagne, en France.
Cette musique donne naissance à divers types d'artistes bretons, des DJ aux groupes, et des artistes qui s'inspirent ou non de leur culture d'origine. De nombreux genres de musique électronique sont plébiscités  dans des événements comme le festival Transmusicales et les festoù-noz pour ce qui est de la musique à danser et de trance.

## Histoire

### Origine
L'origine de la musique électronique en Bretagne peut remonter aux années 1970 avec l'évolution des instruments de musique, et l'arrivée de l'amplification et du synthétiseur.

### Années 1980-1990
Dès les années 1980, Dao Dezi, un groupe qui ne parvient pas à percer dans la scène, crée la première fusion électroacoustique. La musique bretonne s'ouvre à l'instrumentation électronique grâce au succès de l'album Me 'zalc'h ennon ur fulenn aour de Denez Prigent, qui s'est fait connaître en chantant a cappella aux Transmusicales.

### Années 2000
La musique bretonne a continuée de s'électrifier dans les années 2000 avec des groupes comme Stone Age, Skilda, Kohann, Red Cardell, Añjel I.K., Plantec, ainsi que la poursuite d'innovations par des artistes déjà confirmés comme Pascal Lamour (sur ses enregistrements et avec le groupe Arkan), Denez Prigent (Denez Teknoz Projekt à partir de 2019), Alan Stivell et ses harpes électroniques et albums liés aux musiques actuelles d'Again à Explore.

### Années 2010
La musique à danser en fest-noz connait elle aussi une tendance aux sonorités électro avec l'émergence de groupes dans les années 2010, tel que Fleuves, ainsi que l'intégration du beatbox dans les rythmes de danse par Krismenn & Alem avec du chant en breton et Beat Bouet Trio avec du rap en gallo.
En 2019 est lancé le festival de musique électronique O’Rheun.

### Années 2020
Les chanteuses brittophones Nolwenn Korbell, Gwenynn ou encore Madelyn Ann (br) participent à démocratiser la musique électronique bretonne à partir de 2020.
La musique électronique se démocratise dans les années 2020, avec l'organisation de festivals notables tels que Astropolis à Brest, Panoramas à Morlaix, Remparts Électroniques (d) à Vannes (2025).

## Liste des principaux artistes et acteurs

### Groupes et musiciens
Les principaux DJ de la région sont Needle’X, SituaL, Animal Holocaust, Calcuta, Carlton, DJ Steaw, Gigsta, Jeanville, Knappy Kaisernappy, Lostsoundbytes, Simo Cell, Voiron, Naeleck..
Les DJ de musique électronique de la région comprennent notamment : 20syl, Beat Torrent, C2C (Nantes), Joachim Garraud, Madeon (Nantes), et Netik. Les groupes, eux, comprennent notamment : Abstrackt Keal Agram (duo Morlaisien), Bikini Machine, Depth Affect, Fortune, Hocus Pocus, Minitel rose, Pony Pony Run Run, Robert le Magnifique, Sexy Sushi, Sheer K (Mesk avec Didier Squiban), Smooth, Tagada Jones (punk), Tepr, et Yelle[réf. nécessaire].
Nombre d'artistes bretons émergent dans les années 2010. Christophe Le Menn est un chanteur qui, sous le nom de Krismenn, passe du chant traditionnel (kan ha diskan) au hip-hop (électroacoustique, dubstep), rap en breton (compositions aux influences de gwerz et blues), beatboxing (boucles rythmiques). Musicien, il joue de la contrebasse, de la guitare slide, des programmations informatiques... Il remporte deux prix (Adami et Mondomix) au Babel Med Music en mars 2014. Il forme un duo de beatboxing avec Alem, champion du monde en 2015. Engagé en 2015 sous le label des Vieilles Charrues, il se produit sur la grande scène à Carhaix puis à New York en 2016.
Arneo (mot breton désignant l'orage) est un groupe « elect-eau » celtique, composé de la harpiste Gwenael Kerleo, la chanteuse Marielle Hervé et le musicien Yann Cortella (ex-membre d'Indochine et a accompagné Jacques Higelin). Ils composent une musique électronique qui s'inspire des éléments naturels, particulièrement présents dans leur région des monts d'Arrée. Yann Hergoualch écrit des textes en breton et Tekyes, designer visuel, accompagne les prestations scéniques.
Aroze, de son vrai nom Antoine Rozé, mélange violon aux sonorités celtiques à de la musique électronique actuelle. Sur scène en duo, il se présente en costume lumineux accompagné d'une création vidéo et lumières. Il forme également Green Lads, groupe de musique irlandaise électro.
Dans le milieu de la musique à danser jouée en fest-noz, plusieurs groupes ont intégré de l'électro. Plantec est devenu l'un des groupes les plus connus dans le domaine, très écouté à l'étranger notamment ce qui lui permet de tourner à l'international. Dans la même lignée est né le trio JMK, composé de Tristan Jézéquel, Baptiste Moalic et Thomas Kerbrat, intégrant aux instruments acoustiques (accordéon, clarinette, bombarde) des machines et samples. Leur musique est qualifiée d'electro-trad pour les deux albums qui ont vu le jour, en 2014 et 2017.
À la même période, le groupe Fleuves a imposé ce style auprès des danseurs en mêlant également la clarinette aux claviers et sons électro pour procurer un effet de trance. À noter également dans le milieu de la musique bretonne à danser des groupes comme Electrad, BHT, Kentañ, Heriwenn, Astrakan Project[réf. nécessaire].
Noon, lui, est un quintet formé autour d'un DJ aux pads et claviers et de quatre cornemuses, jouant une musique électronique nouvelle, mêlée à la puissance sonore des cornemuses. Ne proposant pas de musique à destination des festoù-noz, le groupe se produit essentiellement dans des festivals et dans les salles de musique actuelles, généralement en fin de soirée. Avant même la sortie de leur premier album, Noon s'est produit dans des événements majeurs tels que le Festival Interceltique de Lorient ou le festival Yaouank[source insuffisante].
Iwan Benoist est un chanteur brittophone. En 2010, son album Ar C'hlask, la quête mêle rap, electro et sonorités bretonnes. Il sort en single la chanson Fulenn. En 2022, la chanson Fulenn écrite par Marine Lavigne connait le succès en étant sélectionnée pour représenter la France au concours de l'Eurovision 2022. Les trois chanteuses brittophones du groupe Eben forment le groupe Ahez pour chanter en breton avec le DJ Alvan qui a composé la musique électro de la chanson proposée à l'Eurovision[réf. nécessaire].

### DJ

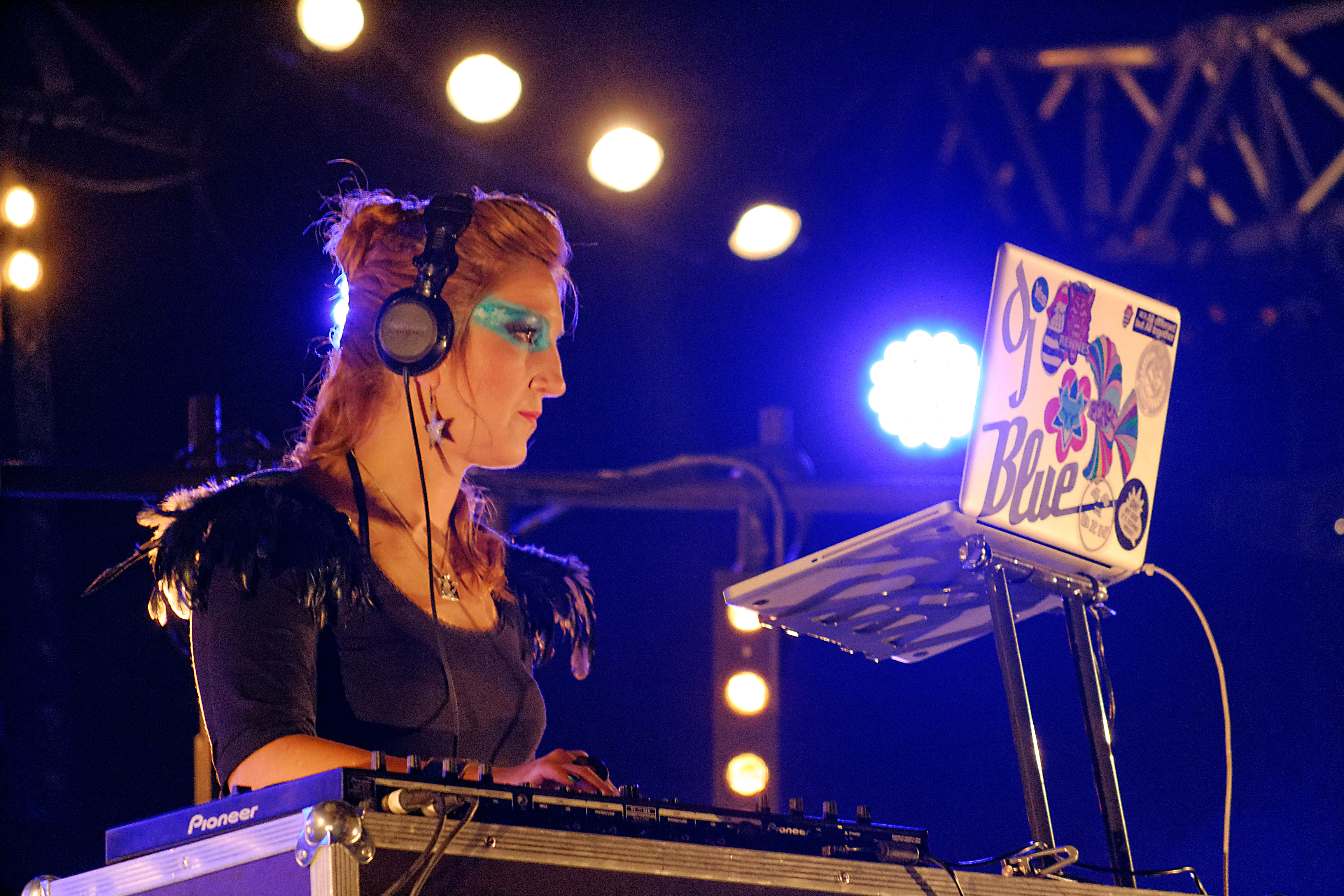
DJ Miss Blue.

Plusieurs DJ ont utilisé la musique bretonne dans leurs créations et mix. Antoine Minne, DJ rennais connu pour ses bootlegs sous le nom de DJ Zebra, s'associe au Bagad Karaez pour une création et l'album Zebra & Bagad Karaez en 2012. En 2002 était né un bagad reprenant des samples de musiques connues, sous le nom Groove Boys.
Yuna Le Braz, fille de Dan Ar Braz, est une DJ finistérienne. Elle commence sa pratique musicale par sept ans de guitare classique, jusqu'à ses 15 ans, avant de partir en 1990 travailler à Paris à 16 ans, en se rapprochant vite des milieux maghrébins. Yuna Le Braz mixe depuis son adolescence, allant jusqu'à proposer un set de neuf heures d'affilée, à l'âge de 19 ans, au bar À l’Abri du Vent à Douarnenez. Ses voyages lui font intégrer des musiques du monde et des musiques traditionnelles ou populaires qu'elle actualise sous ses influences électro et hip-hop. Elle choisit ainsi de se produire sous le pseudo de DJ Wonderbraz. Les voyages et les collaborations se multiplient, avec Sal Ricalde, le VJ de Tijuana, le vidéaste Thierry Salvert (duo Wonderbraz et Bad Green depuis 2001), jusqu'à la création Turbo sans visa avec le chanteur breton Erik Marchand spécialiste des musiques de l’Est. Depuis 2011, cette création inspirée du « Turbo folk » né en Yougoslavie dans les années 1980, mélange de musiques traditionnelles des Balkans et d'électro, les sons du Maghreb et du chant breton. En 2013, alors que Trad Magazine lui offre sa Une, elle est notamment programmée au festival Eurofonik à Nantes, au festival des Vieilles Charrues et au festival des langues et cultures minorisées à Marseille. 
Elle réalise également des créations artistiques à Douarnenez, sur le festival de cinéma de Douarnenez, dédié aux minorités dans le monde (dont une première collaboration avec Erik Marchand en 2006), pour le festival Les arts Dînent à l'Huile (qu'elle crée et co-dirige pendant 10 ans), pour la galerie associative « Miettes de Baleine » rénovée avec des plasticiens et la projection de films rares dans des lieux insolites avec Thierry Salvert.
Bleunienn Jegou-Louarn, fille de  Lena Louarn et Yann Jegou, est une DJ autodidacte rennaise et bretonnante (élève à Diwan elle a appris le français à 6 ans). Enfant et adolescente, la pratique de la danse et sa fascination pour le scratch, son goût pour l'art du Graff l’amènent à la culture Hip-Hop et à la musique assistée par ordinateur. Dès 2001, elle commence à associer la musique traditionnelle de langue bretonne avec les différents procédés électroniques, puisant des ingrédients dans le hip-hop, l'electro, le dancehall, la jungle drum and bass, breakbeat, dubstep. Sous le pseudo de Miss Blue, elle donne naissance à la « Breizh'n'Bass », avec l'enregistrement de plusieurs albums. Ce style de dance music culturel a pu voir le jour grâce à Ableton Live et la collaboration des plus célèbres musiciens et chanteurs traditionnels bretons : les frères Guichen, Erik Marchand et Yann-Fañch Kemener, en plus de samples des Frères Morvan, des Sœurs Goadec ou d'Alan Stivell par exemple. Elle est programmée lors de festivals et dans des boites de nuit au-travers de l'Europe, les États-Unis, le Canada et l'Asie[réf. nécessaire].

### Producteurs
Olivier Demeaux — alias Olivier 2mo — est un producteur de musique électronique basé à Logonna-Daoulas depuis 2021.

## Liste des principaux festivals et lieux divers
- Rencontres trans musicales
- Astropolis, à Brest[45]
- Panoramas, à Morlaix
- Festival Maintenant (anciennement Electroni(k)), à Rennes et ses alentours
- Son'automne, à Saint-Nolff
- Dancing Dead Arena, à Rennes